# Cơn sốt vàng

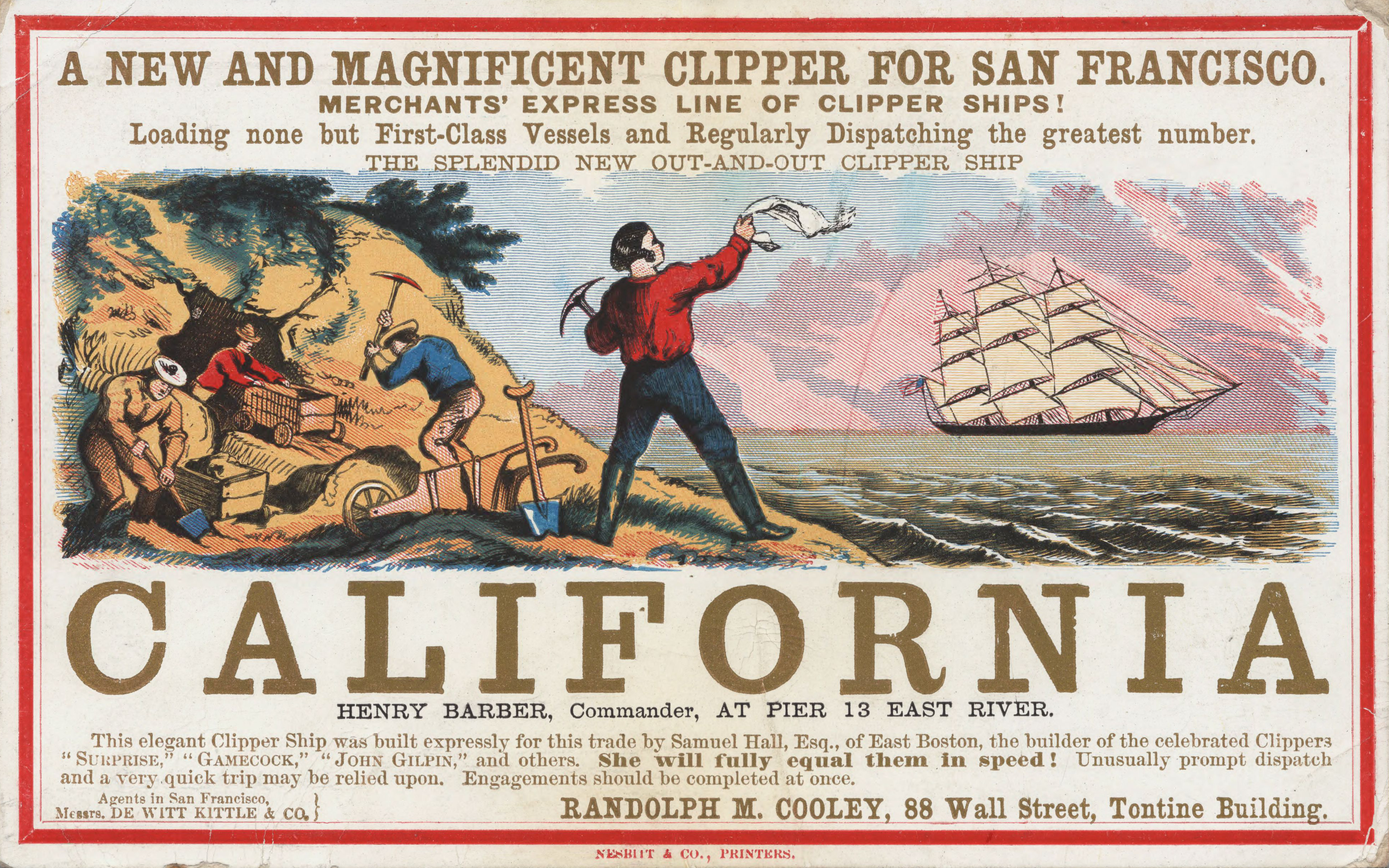
Các tàu cao tốc nhanh nhất cắt giảm thời gian đi lại từ New York đến San Francisco từ bảy tháng đến bốn tháng vào năm 1849 trong cơn sốt vàng 1849.

Một cơn sốt vàng là một phát hiện mới của vàng mà mang lại một cuộc tấn công của các thợ mỏ tìm kiếm tài sản của họ. Những cuộc đổ xô vàng chính diễn ra vào thế kỷ 19 ở Úc, New Zealand, Brazil, Canada, Nam Phi và Hoa Kỳ, trong khi những cơn sốt vàng nhỏ lại diễn ra ở nơi khác.
Sự giàu có kết quả đã được phân phối rộng rãi vì chi phí di chuyển giảm và rào cản thấp để nhập cảnh. Trong khi bản thân khai thác vàng không có lợi cho hầu hết các chủ mỏ và chủ mỏ, một số người đã kiếm được nhiều tiền và các thương gia và các phương tiện vận chuyển đã kiếm được lợi nhuận lớn. Sự gia tăng nguồn cung vàng thế giới đã kích thích thương mại và đầu tư toàn cầu. Các sử gia đã viết rất nhiều về di cư, thương mại, thuần hoá và lịch sử môi trường liên quan đến cơn sốt vàng.
Các đợt sốt vàng thường được đánh dấu bởi một cảm giác chung của một "miễn phí cho tất cả" trong di động thu nhập, trong đó bất kỳ cá nhân đơn lẻ có thể trở nên giàu có gần như ngay lập tức, như thể hiện trong Dream California.
Các đợt sốt vàng giúp thúc đẩy một nhập cư rất lớn mà thường dẫn đến việc định cư ổn định của các khu vực mới. Các hoạt động thúc đẩy bởi cơn sốt vàng xác định các khía cạnh quan trọng của văn hoá của biên giới Úc và Bắc Mỹ. Vào thời điểm nguồn cung tiền của thế giới dựa vào vàng, vàng mới được khai thác đã tạo ra sự kích thích kinh tế vượt xa các mỏ vàng.
Vàng đổ xô về phía mỏ vàng, đến Đế chế La Mã, nơi khai thác vàng được mô tả bởi Diodorus Siculus và Pliny Già, và có lẽ có từ thời Ai Cập cổ đại.